# Canotaj la Jocurile Olimpice de vară din 2024 - Opt rame cu cârmaci masculin
Proba masculină de canotaj opt rame cu cârmaci de la Jocurile Olimpice de vară din 2024 a avut loc în perioada 29 iulie-3 august 2024 pe Stadionul Nautic Olimpic Național din Île-de-France, aflat la aproximativ 30 de kilometri de Paris.

## Program
Orele sunt ora Franței (UTC+1) 
| Data                   | Timp | Etapă        |
| ---------------------- | ---- | ------------ |
| Luni, 29 iulie 2024    | 9:00 | Calificări   |
| Joi, 1 august 2024     | 9:30 | Recalificări |
| Sâmbătă, 3 august 2024 | 9:30 | Finale       |

## Rezultate

### Calificări
Primele ambarcațiuni din fiecare cursă se vor califica în Finala A, iar celelalte vor concura în recalificări.

#### Calificări - cursa 1
Rezultate calificări cursa 1.
| Loc | Culoar | Concurenți                                                                             | Țară                       | Timp    | Note |
| --- | ------ | -------------------------------------------------------------------------------------- | -------------------------- | ------- | ---- |
| 1   | 4      | Hollingsworth Rusher Tabash Dean Carlson Chatain Olson Quinton Milne ( c )             | Statele Unite ale Americii | 5:29,94 | C    |
| 2   | 1      | Rienks Molenaar de Graaf Knab van Doorn van de Kerkhof van der Bij Makker Fetter ( c ) | Olanda                     | 5:31,82 | R    |
| 3   | 2      | Eggeling Johannesen Roggensack Follert John Breuer Schroeder Schönherr Wiesen ( c )    | Germania                   | 5:41,63 | R    |
| 4   | 3      | Țigănescu Danciu Băitoc Adam Cozmiuc Semciuc Arteni Lehaci Munteanu ( c )              | România                    | 5:55,82 | R    |

#### Calificări - cursa 2
Rezultate calificări cursa 2.
| Loc | Culoar | Concurenți                                                                    | Țară           | Timp    | Note |
| --- | ------ | ----------------------------------------------------------------------------- | -------------- | ------- | ---- |
| 1   | 1      | Bolding Carnegie Gibbs Ford Dawson Elwes Digby Rudkin Brightmore ( c )        | Marea Britanie | 5:37,04 | C    |
| 2   | 3      | Canham Hicks Turrin Widdicombe Hargreaves Purnell Dawson O'Brien Brodie ( c ) | Australia      | 5:42,07 | R    |
| 3   | 2      | Valle Frigerio Liseo Monfrecola Verita Mauro Caprina Abbagnale Faella ( c )   | Italia         | 5:52,52 | R    |

### Recalificări
Primele patru ambarcațiuni din cursă se vor califica în Finala A, iar celelalte sunt eliminate.
| Loc | Culoar | Concurenți                                                                             | Țară      | Timp    | Note |
| --- | ------ | -------------------------------------------------------------------------------------- | --------- | ------- | ---- |
| 1   | 3      | Rienks Molenaar de Graaf Knab van Doorn van de Kerkhof van der Bij Makker Fetter ( c ) | Olanda    | 5:27,58 | C    |
| 2   | 4      | Eggeling Johannesen Roggensack Follert John Breuer Schroeder Schönherr Wiesen ( c )    | Germania  | 5:29,17 | C    |
| 3   | 5      | Țigănescu Danciu Băitoc Adam Cozmiuc Semciuc Arteni Lehaci Munteanu ( c )              | România   | 5:30,00 | C    |
| 4   | 2      | Canham Hicks Turrin Widdicombe Hargreaves Purnell Dawson O'Brien Brodie ( c )          | Australia | 5:31,50 | C    |
| 5   | 1      | Valle Frigerio Liseo Monfrecola Verita Mauro Caprina Abbagnale Faella ( c )            | Italia    | 5:36,31 |      |

### Finala
| Loc | Culoar | Concurenți                                                                             | Țară                       | Timp    | Note |
| --- | ------ | -------------------------------------------------------------------------------------- | -------------------------- | ------- | ---- |
| 1   | 4      | Bolding Carnegie Gibbs Ford Dawson Elwes Digby Rudkin Brightmore ( c )                 | Marea Britanie             | 5:22,88 |      |
| 2   | 2      | Rienks Molenaar de Graaf Knab van Doorn van de Kerkhof van der Bij Makker Fetter ( c ) | Olanda                     | 5:23,92 |      |
| 3   | 3      | Hollingsworth Rusher Tabash Dean Carlson Chatain Olson Quinton Milne ( c )             | Statele Unite ale Americii | 5:25,28 |      |
| 4   | 5      | Eggeling Johannesen Roggensack Follert John Breuer Schroeder Schönherr Wiesen ( c )    | Germania                   | 5:29,80 |      |
| 5   | 1      | Țigănescu Danciu Băitoc Adam Cozmiuc Semciuc Arteni Lehaci Munteanu ( c )              | România                    | 5:30,15 |      |
| 6   | 6      | Canham Hicks Turrin Widdicombe Hargreaves Purnell Dawson O'Brien Brodie ( c )          | Australia                  | 5:31,79 |      |